# Herb Alpert presents Sergio Mendes & Brazil 66
Herb Alpert presents Sergio Mendes & Brazil 66 é o primeiro álbum do pianista e arranjador brasileiro Sérgio Mendes com o grupo Brazil 66, criado por ele nos Estados Unidos com músicos e cantores brasileiros e norte-americanos.
Depois de andar pelas gravadoras Philips, Atlantic e Capitol com grupos anteriores como o Brazil 65, só com brasileiros, gravando jazz e procurando uma mistura ideal entre a Bossa Nova brasileira e o pop norte-americano sem conseguir grande visibilidade, Mendes assinou um contrato com a A&M Records, então uma gravadora iniciante do trompetista e seu amigo Herb Alpert e gravou o disco que seria seu primeiro grande sucesso nos Estados Unidos.
Com este disco, Sérgio encontrou uma fórmula elegante e sexy de mostrar sua música e seus arranjos, com o auxílio de duas cantoras norte-americanas cantando em português e inglês e uma seção rítmica de músicos de Bossa Nova, tocando músicas contagiantes cuidadosamente escolhidas entre sucessos brasileiros, ingleses e americanos da época, com nova roupagem. O principal sucesso do disco foi Mas Que Nada, de Jorge Ben, com um novo arranjo suingado e a voz de Lani Hall, sua principal cantora,  acima da seção rítmica. Day Tripper, dos Beatles, também fez sucesso no ritmo e balanço da Bossa Nova de Mendes e do Brazil 66.
Herb Alpert presents chegou ao posto #7 das paradas pop americanas e ganhou o Disco de Ouro, abrindo o caminho de Sérgio para uma carreira musical de sucesso no país.

## Faixas
1. Mas Que Nada (Jorge Ben)
2. One Note Samba (Antonio Carlos Jobim / Newton Mendonça)
3. The Joker	(Leslie Bricusse / Anthony Newley)
4. Going Out of My Head	(Teddy Randazzo / Bobby Weinstein)
5. Tim Dom Dom  (João Mello / Clodoaldo Brito)
6. Day Tripper (John Lennon / Paul McCartney)
7. Água de Beber (Antonio Carlos Jobim / Vinícius de Moraes / Norman Gimbel)
8. Slow Hot Wind	(Henry Mancini / Norman Gimbel)
9. O Pato	(Jayme Silva / Neuza Teixeira)
10. Berimbau (Baden Powell / Vinícius de Moraes)

## Brazil 66
- Sérgio Mendes - piano, teclados, vocal de apoio, arranjos
- Lani Hall - vocal principal
- Karen Philip - vocal de apoio
- Bob Matthews - contrabaixo, vocal de apoio
- José Soares - percussão, vocal de apoio
- João Palma - bateria